# Mister Yummy
Mister Yummy (titre original : Mister Yummy) est une nouvelle de Stephen King parue dans le recueil Le Bazar des mauvais rêves en 2015.

## Résumé
Ollie Franklin, pensionnaire d'une maison de retraite qui sent la mort approcher, évoque les difficultés liées au fait d'être homosexuel pendant les années 1980.